# Красный Холм (Шиловский район)
Красный Холм — село в Шиловском районе Рязанской области, административный центр Краснохолмского сельского поселения.

## Географическое положение
Село Красный Холм расположено на Окско-Донской равнине на левом берегу реки Ибреды вблизи её истоков в 19 км к юго-западу от пгт Шилово. Расстояние от села до районного центра Шилово по автодороге — 25 км.
На территории села и в его окрестностях несколько небольших рек и ручьёв, поблизости от села — лесные массивы. Ближайшие населённые пункты — посёлки Краснохолмские Выселки и Лохино (Путятинский район), деревни Непложа и Чёмбар, село Крутицы.

## Население
По данным переписи населения 2010 г. в селе Красный Холм постоянно проживают 254 чел. (в 1992 г. — 547 чел.).

## Происхождение названия
В «Списках населённых мест Российской империи» за 1862 г. село упоминается с двойным названием — Красный Холм, Гавриловские Выселки тож, при речках Иберди, Тышаре и Минах.
По мнению рязанских краеведов А. В. Бабурина и А. А. Никольского, наименование Гавриловские Выселки связано с тем, что жители населённого пункта выселились в середине XIX в. из села Гавриловского Спасского уезда. В топониме Красный Холм первая часть образована от красный — «красивый, прекрасный», вторая — от холм «невысокая гора, горка». Село расположено на нескольких холмах.
По местному преданию, название «Красный» было дано селу потому, что при пахоте в окрестностях верхний слой земли оказался красным.

## История
Село Красный Холм образовали переселенцы из села Гавриловское Спасского уезда, выселившиеся за 35 вёрст на юго-восток от родного села. В округе старинного города Спасска-Рязанского сёл и деревень было много. У каждого поселения были свои земельные угодья. Число жителей в Гавриловском росло быстро, а пашни было в мало (чуть более 2 дес. на душу мужского пола). Поэтому очень рано жители села Гавриловское стали заниматься бондарным промыслом, устраивались в наём на судовые работы на реку Оку. Но и это давало мало возможностей прокормить семью. Естественно, что семьи в таком положении бедствовали. К тому же у гавриловцев всё время возникали споры из-за земли со спасскими купцами и мещанами, с которыми у них было чересполосное землевладение. Горожанами всё время нарушались границы «по неопределённости прав владения». Выход был один — переселение определённой части жителей села на новые земли.
Дело о переселении началось ещё в 1839 г. На запрос Палаты государственных имуществ, нет ли поблизости свободной казённой земли, уездный капитан-исправник сообщил, что самой ближайшей, достаточной площади участок находится в уезде в районе старинной Липецкой засеки, что в 25 верстах от Гавриловского по речкам Ибреди, Тымору, Минихе, в верховьях Непложи и Шестовой. Эта земля и была 4 августа 1842 г. на общем сходе гавриловцев выбрана для переселения. Произошло это накануне праздника Преображения Господня. Поэтому и храм, впоследствии построенный в селе, был освящён во имя этого праздника.
Палата государственных имуществ предложила составить список гавриловцев, желающих переселиться на новые земли. Всего к переселению предназначалось 659 ревизских душ мужского пола, не считая женщин. Средний душевой надел переселенцев определялся в размере свыше 4 дес. пахотной земли (в 2 раза больше чем в селе Гавриловское). Но желающих оказалось недостаточно. Поэтому на общем сходе было решено бросить жребий, кому выезжать. По жребию выпало и тем, у кого в Гавриловском имелись купчие земли, и, естественно, переселяться они не хотели. От них пошли жалобы в Палату и даже на имя самого императора Николая I с просьбой оставить их семьи на прежнем месте. Дело о переселении затянулось на долгих 5 лет.
Земля, доставшаяся переселенцам, была на месте сгоревшего леса и вся поросла кустарником. Нужно было положить много трудов, разрабатывая пахотные участки, выкорчёвывая пни. Переселение началось в 1847 г. (с этого года в приходе Вознесенской церкви села Крутиц встречаются в метрических книгах записи о первых родившихся и даже умерших среди переселенцев). Поселенцы первоначально селились на 5 холмах двумя отдельными посёлками, образовавшими 4 улицы, между ручьями Тышар и Миних у истоков реки Ибреди. Новое поселение получило двойное название Красный Холм, или Гавриловские Выселки.
Первоначально Красный Холм был приписан к приходу села Крутицы и числился деревней. Но 8 вёрст, особенно в непогоду, не всегда позволяли вовремя совершить крестины и другие требы. Поэтому в январе 1850 г. местные крестьяне обратились к святителю Гавриилу (Городкову), архиепископу Рязанскому и Зарайскому, с прошением о возведении храма и образовании самостоятельного прихода. Но достаточных средств на строительство нового храма не было. Краснохолмцам помог случай: когда в близлежащем селе Сушки был построен новый каменный храм, они за 2800 руб. выкупили старый деревянный вместе с иконостасом и всеми принадлежностями и в 1852 г. перевезли его к себе. К 1855 г. храм был возведён на новом месте и освящён во имя Преображения Господня. Позднее в Преображенском храме был освящён придел во имя Казанской иконы Божией Матери. В 1882 г. была открыта земская приходская школа.
К 1891 г., по данным И. В. Добролюбова, в приходе Преображенской церкви села Красный Холм, состоявшем из одного села, числилось 299 дворов, в коих проживало 1218 душ мужского и 1307 душ женского пола, в том числе грамотных  — 466 человек. Центральная улица села именовалась до революции Попов Холм, так как на ней был построен храм, и поселился церковный причт. Другие названия улиц-холмов: Беляв Холм, Гулынки, Протасьев Холм (сейчас Миниха), Турков Холм, Выдерга.
По данным переписи 1897 г. общее число жителей села Красный Холм насчитывало чуть более 2,5 тыс. душ мужского и женского пола; в селе была своя земская школа. Из промышленных заведений имелись 3 винных лавки, 2 мелочных лавки, 2 кузницы, синильня, крупорушка, кирпичный завод, ветряная мельница и 3 молотильных машины. Местные крестьяне практиковали наём в работники и занимались отхожим промыслом: уходили, собираясь в артели, в Рыбинск, Ростов, но преимущественно в Петербург.
Ранняя история села Красный Холм оказалась связана с историей местечка Ольхи в 2 км к юго-востоку от села на берегу небольшого пруда. Окрестные земли в середине XIX в. приобрёл сапожковский капиталистый крестьянин Василий Иванович Полунин, занимавшийся кулёчно-рогожным промыслом. Ещё в 1851 г. В. И. Полунин с семьёй выкупился на волю, а в 1858 г. приписался в купцы 3-й гильдии по городу Спасску-Рязанскому. В благодарность за избавление от крепостной зависимости у В. И. Полунина возникла мысль об основании монастыря в Ольхах. Но столь большое дело как устройство монастыря требовало и больших средств, которых у В. И. Полунина не было. Тогда он пригласил в Ольхи своего знакомого, сапожковского старца Платона (в миру Павла), для которого построил здесь келью и сам подолгу живал здесь.
В 1875 г., после смерти старца Платона, Василий Иванович Полунин, передав дела своим сыновьям, сам поселился в Ольхах. Со временем к нему переселились бедные родственницы, а вскоре и все желающие, для которых он выстроил 4 кельи. А для общей молитвы в 1881 г. с разрешения епархиального начальства В. И. Полунин построил в Ольхах часовню. В 1887 г. по благословению преосвященного Феоктиста (Попова), архиепископа Рязанского и Зарайского, на средства В. И. Полунина в Ольхах был построен небольшой каменный храм во имя Воздвижения Честнаго и Животворящего Креста Господня. В том же году получила официальный статус богадельня при храме, где проживало уже 33 насельницы.
В 1895 г. В. И. Полунин умер, завещав Воздвиженскому храму и богадельне в Ольхах 435 дес. земли, и оставив их на попечение своих сыновей. Братья Павел и Василий Полунины выстроили рядом с Крестовоздвиженским храмом новые жилые и хозяйственные помещения, ежегодно давали на содержание богадельни 2000 руб., но выделили в пользование храму и богадельне только 30 дес. леса, пахотной и луговой земли. В 1898 г. братья Полунины вошли с ходатайством к преосвященному Мелетию (Якимову), епископу Рязанскому и Зарайскому, о преобразовании богадельни в монашескую общину.
Переписка велась недолго и указом Святейшего Синода от декабря 1899 г. богадельня была преобразована в женскую монашескую общину. Начальницей её была назначена монахиня Рязанского Казанско-Явленского женского монастыря Палладия. В 1898—1901 гг. на средства братьев Полуниных был перестроен и значительно расширен Крестовоздвиженский храм, в котором были устроены ещё 2 придела — во имя Боголюбской иконы Божией Матери и святителя Николая Чудотворца. Были построены также 6 флигелей для сестёр, хозяйственные помещения, дома для священнослужителей.
В 1902 г. Павел и Василий Васильевичи Полунины пожертвовали в общину святыни со Святой Горы Афон: частицу древа Креста Господня с пятью частицами святых мощей угодников Божиих и икону Божией Матери «Достойно есть – Милующая» в вызолоченной ризе стоимостью в 1000 руб. В обитель начали стекаться паломники из окрестных сёл и деревень. Число насельниц общины с каждым годом увеличивалось. В 1905 г. на станции Кунцево близ Москвы было построено подворье общины с храмом в честь преподобного Серафима Саровского (в 1917 г. оно получило самостоятельность и было преобразовано в Серафимовскую монашескую общину Московской епархии). Монахиня Палладия ввела в общине строгие монастырские правила. На свои средства она построила несколько зданий, завела различные мастерские. Работы сестёр общины были отмечены серебряной медалью на Всероссийской выставке монастырских работ, проходившей в Москве в 1909 г.
К 1914 г. на территории Крестовоздвиженской монашеской женской общины в Ольхах, помимо каменного Крестовоздвиженского храма и деревянной часовни, насчитывалось 9 одноэтажных корпусов: корпус начальницы, 4 корпуса для сестёр, трапезная, просфорня и хлебопекарня, деревянная колокольня. Община вокруг была обнесена тесовой оградой 140 сажень в длину и 85 в ширину. Вне ограды находились хозяйственные постройки, амбары, кладовые, скотный двор. Для богомольцев имелись 3 гостиницы. Два священника жили в отдельных домах за прудом. К ограде примыкал кирпичный дом, построенный в 1900 г. Павлом Васильевичем Полуниным для приезда в общину всей семьи Полуниных. Численность сестёр вместе с подворьем насчитывала около 100 человек.
Большие изменения к этому времени произошли и в селе Красный Холм. К 1910 г. здесь насчитывалось 366 дворов с численностью населения около 3 тыс. душ мужского и женского пола. Старая деревянная Преображенская церковь к этому времени обветшала, к тому же была маловместительной. В 1909—1910 гг. на средства прихожан на её месте был построен новый каменный Преображенский храм с приделами во имя Казанской иконы Божией Матери и святителя Николая Чудотворца.
Однако не всех крестьян села Красный Холм устраивали большие расходы на строительство нового храма и рост монашеской общины на соседних с селом землях, которые скупались братьями Полуниными, державшими к тому же значительную часть сельчан в долговой кабале. Это со всей определённостью показали события 1917 г., когда село Красный Холм оказалось охвачено массовым антицерковным движением. 29 апреля 1917 г. настоятель Преображенского храма села Красный Холм священник Алексий Константиновский, его супруга матушка Вера и их дочь Ирина были зверски убиты толпой крестьян в собственном доме.
Настоятельницей Крестовоздвиженской монашеской общины к этому времени была монахиня Нина (в миру — Елизавета Сергеевна Полунина). При ней 27 сентября 1918 г. в общине состоялся самый большой по численности постриг сестёр: 4 были пострижены в монашество и 14 человек в рясофорные послушницы. Среди сестёр, постриженных в иночество, была прославленная ныне в лике новомучеников и исповедников Российских преподобноисповедница Анна Срезневская (в миру — Анисия Столярова).

Поводом для репрессий против священнослужителей стала в 1922 г. компания по изъятию церковных ценностей для помощи голодающим Поволжья. В это время в селе Красный Холм была арестована крестьянка Анна Малюкова, давшая свой замок, чтобы закрыть Преображенский храм и уберечь его от разграбления, арестованы, а затем расстреляны, псаломщик Пётр Григорьевич Исаев и церковный староста Фёдор Иванович Лукашин. В Крестовоздвиженскую монашескую общину представители отдела по изъятию церковных ценностей прибыли 5 мая 1922 г. и изъяли следующие вещи: 
«Чашу, две тарелочки, дискос, звездицу, напрестольный крест, дарохранительницу с ящиком, две крышки от Евангелия большого размера и две малого, среднее укрепление от него, ризу с иконы 4 фунта и угол от Евангелия. Общим весом 8 фунтов 78 золотников».
Также были изъяты драгоценные (так в документе) ткани и парча весом 2 фунта 40 золотников.
В конце 1922 г. Крестовоздвиженская женская община по распоряжению властей была закрыта, а на её территории был организован инвалидный дом. Сёстры общины разошлись по своим родственникам, где помогали вести хозяйство, посещая приходские храмы. Многие устроились певчими и сторожами при приходских церквях. Некоторые из сестёр остались работать при инвалидном доме, кто прачкой, кто на хоздворе. Монастырский Крестовоздвиженский храм стал приходским и действовал до 1930 г.
В 1924 или 1925 г., по приглашению настоятеля Крестовоздвиженского храма священника Петра Климентовского, в обитель приезжал служить будущий священномученик Филарет Срезневский. Его приезд собрал множество богомольцев с окрестных сёл. Собрались и сёстры обители. Была совершена всенощная. Отец Филарет допоздна принимал исповедь, на утро совершил Божественную Литургию. Позже, в 1930 г., в первый арест сестёр, следователи на допросах пытались узнать, постригал ли отец Филарет в свой приезд кого-либо в монашество.
В 1927—1928 гг. в селе Красный Холм было образовано товарищество по совместной обработке земли (ТОЗ), организаторами и шефами которого стали замоскворецкие предприятия города Москвы. На «организацию коллективных предприятий бедноты» в селе Красный Холм они выделили по плану-договору 500 руб., а в 1930 г. на период сельхозработ направили в село ремонтную бригаду. В 1935 г. на базе ТОЗа был образован колхоз имени И.В. Сталина. Первым председателем колхоза был Игнат Егорович Трушков. 3 сентября 1940 г. постановлением Рязанского облисполкома Преображенская церковь в селе Красный Холм была закрыта, а здание церкви было передано под клуб.
В 1930 г. был закрыт инвалидный дом на территории Крестовоздвиженской общины, которую передали колхозу. Здесь разместилась колхозная пасека, часть зданий была разобрана на дрова. Когда-то благоустроенная обитель к 1940-м гг. была почти полностью разрушена. С 1946 г. на территории бывшей монашеской общины начала работать Краснохолмская участковая больница. Главным врачом здесь работала заслуженный врач РСФСР Мария Павловна Горохова.
Однако не умирали в среде краснохолмцев и традиции подвижничества. Многие бывшие сёстры общины, дважды пройдя ссылки и тюрьмы (в 1931, потом в 1940 гг.), возвращались в село Красный Холм. Под видом обращения к врачу они приходили на территорию своей бывшей обители, чтобы здесь помолиться. Для общественной молитвы собирались по домам. К ним приходили и верующие сельчане. Преемственность этих молений сохранилась и до сих пор. Во время Великой Отечественной войны 1941—1945 гг. краснохолмцы дважды подавали властям письменные просьбы о возобновлении богослужений в Преображенском храме, но безрезультатно. В 1950-е гг. в селе служил по домам старенький иеромонах Агапит (Ергин).
В 1986 г. Краснохолмская больница была закрыта. Новые перестроечные времена привели к почти полному разрушению и того, что ещё сохранилось. По неосторожности сгорела крыша здания бывшего Крестовоздвиженского храма, внутрь стали попадать осадки, полностью уничтожив росписи стен и штукатурку. Часть зданий (дома главного врача и медперсонала, амбулатория, прачечная, а также бывшая часовня) перешли в собственность завода «Эластик» посёлка Лесной Шиловского района. Здания и территорию предполагалось использовать под Дом отдыха для рабочих завода. Позднее на территории бывшей общины поселились предприниматели, решившие заняться фермерским хозяйством, здание бывшего храма использовалось ими для хранения зерна и мёда.
Наконец, в 1992 г. в селе Красный Холм был зарегистрирован приход Преображенской церкви, здание которой вернули верующим, но его восстановление требует значительных средств.
В 2005 г. Русской Православной Церкви была возвращена территория Крестовоздвиженской монашеской общины, и уже в ноябре высокопреосвященный Павел (Пономарёв), архиепископ Рязанский и Касимовский, рукоположил иеродиакона Иоакима (Заякина), клирика Преображенской церкви города Рязани, в иеромонахи и настоятели возрождаемой Крестовоздвиженской церкви и Полунинской Крестовоздвиженской монашеской общины. 24 ноября 2005 г. отец Иоаким в сопровождении потомков Полуниных, Ивана Павловича и его внука Павла, прибыл на место предстоящего служения. В разрушенном храме перед главным алтарём был отслужен молебен на возрождение обители, а на месте захоронений — лития по основателю и сёстрам общины.
К 1 апреля 2006 г. на территории Полунинской Крестовоздвиженской монашеской обители было отремонтировано и освящено во имя иконы Божией Матери «Скоропослушница» здание часовни. В настоящее время в Крестовоздвиженской Полунинской монашеской общине, настоятелем которой является иеромонах Иоаким (Заякин), подвизаются также иеромонах Гавриил (Железкин), 1 монах и 2 послушника. Идут работы по восстановлению храма.

## Социальная инфраструктура
В селе Красный Холм Шиловского района Рязанской области имеются отделение почтовой связи, фельдшерско-акушерский пункт (ФАП), Краснохолмская основная общеобразовательная школа (филиал Шиловской СОШ № 1), Дом культуры и библиотека.

## Транспорт
Основные грузо- и пассажироперевозки осуществляются автомобильным транспортом.

## Достопримечательности
- Полунинская Крестовоздвиженская монашеская община — Архиерейское подворье. Основана в 1899 г. Находится в стадии восстановления: сохранились основной объём и трапезная Крестовоздвиженского храма, часовня в честь иконы Божией Матери «Скоропослушница», ряд строений, некрополь (8 захоронений).[9]
- Храм Преображения Господня — Преображенская церковь. Построен на средства прихожан в 1909—1910 гг. Находится в руинированном состоянии. Уцелели основной объём и трапезная без куполов и колокольни.[10]
- Памятник односельчанам, погибшим в Великой Отечественной войне 1941—1945 гг.

## Известные уроженцы
- Евграф Михайлович Овсянников (1869+?) — священник, российский духовный писатель.
- Алексей Сергеевич Малюков (род. 1950) — советский спортсмен, метатель молота и тренер по лёгкой атлетике, мастер спорта СССР международного класса.